# Strömstarar
Strömstarar (Cinclidae) är en familj med tättingar som endast innefattar ett släkte, Cinclus. De återfinns i områden med strömmande vatten i norra samt centrala Amerika, Europa, norra Afrika och Asien. Deras namn härleds från deras val av biotop, dock är de inte en del av familjen starar (Sturnidae). 
De bebor oftast flodbanker vid kraftigt strömmande vatten medan andra bygger sina bon nära grunda sjöar. De har en mycket tät fjäderdräkt med ett underliggande lager av dun, ett avancerat membran för att sluta ögat och en stor uropygialkörtel vars sekret används för att den täta fjäderdräkten ska bli än mer vattenavstötande. Strömstararnas blod binder även mer syre än andra tättingars. Sammantaget gör dessa anpassningar att de kan befinna sig en längre tid under vatten, i upp till 10 sekunder, för att simma ner till botten och där fånga insektslarver.
De är ungefär 20 cm långa, har en kort stjärt och korta vingar och påminner morfologiskt om gärdsmygarna, men man har inte kunnat påvisa något tydligt släktskap.

## Arter
Familjen omfattar fem arter där alla utom roststrupig strömstare (Cinclus schulzi) delas upp i ett antal underarter. Roststrupig strömstare å sin sida kategoriseras ibland som en underart till vitkronad strömstare (Cinclus leucocephalus). 
- Strömstare (Cinclus cinclus)
- Brun strömstare (Cinclus pallasii)
- Grå strömstare (Cinclus mexicanus)
- Vitkronad strömstare (Cinclus leucocephalus)
- Roststrupig strömstare (Cinclus schulzi)